# Крупець (річка)
Крупець — річка в Росії, у Рильському районі Курської області. Права притока Обести (басейн Дніпра).

## Опис
Довжина річки 10 км, похил річки — 1,3 м/км. Площа басейну 79,3 км².

## Розташування
Бере початок на північно-східній околиці Успішного. Тече переважно на південний захід і між населеними пунктами Крупець та Золотарівку впадає у річку Обесту, ліву притоку Клевені.
Річку перетинає автомобільна дорога E38